# Alamo (Indiana)
Alamo és una població dels Estats Units a l'estat d'Indiana. Segons el cens del 2000 tenia 137 habitants.

## Demografia
Segons el cens del 2000, Alamo tenia 137 habitants, 46 habitatges, i 32 famílies. La densitat de població era de 881,6 habitants per km².
Dels 46 habitatges en un 45,7% hi vivien nens de menys de 18 anys, en un 47,8% hi vivien parelles casades, en un 17,4% dones solteres, i en un 28,3% no eren unitats familiars. En el 28,3% dels habitatges hi vivien persones soles el 13% de les quals corresponia a persones de 65 anys o més que vivien soles. El nombre mitjà de persones vivint en cada habitatge era de 2,98 i el nombre mitjà de persones que vivien en cada família era de 3,64.
Per edats la població es repartia de la següent manera: un 38% tenia menys de 18 anys, un 5,8% entre 18 i 24, un 28,5% entre 25 i 44, un 16,8% de 45 a 60 i un 10,9% 65 anys o més.
L'edat mediana era de 28 anys. Per cada 100 dones de 18 o més anys hi havia 97,7 homes.
La renda mediana per habitatge era de 17.500 $ i la renda mediana per família de 19.583 $. Els homes tenien una renda mediana de 32.813 $ mentre que les dones 23.750 $. La renda per capita de la població era de 8.800 $. Entorn del 30,3% de les famílies i el 29,6% de la població estaven per davall del llindar de pobresa.

## Poblacions més properes
El següent diagrama mostra les poblacions més properes.